# الموعة
الموعة قرية في محافظة حماة في سورية، تقع جنوب غرب مدينة حماة، وبلغ عدد سكانها حوالي 6000 نسمة.